# Combate de Padrões de Teixeira
O Combate de Padrões de Teixeira foi travado em finais de Junho de 1808, no início da Guerra Peninsular, durante a Primeira Invasão Francesa (1807 – 1808). A revolta contra as forças ocupantes eclodiu no norte do país, em Junho de 1808. o general Louis Henri Loison foi ordenado pelo general Junot de partir de Almeida, onde estava situado, à frente de um corpo de tropas com um efectivo 1.800 homens, em direcção ao Porto.
No dia 21 de junho Loison atrevessou o Douro. Nas regiões montanhosas, o Francisco Silveira organizou uma força de numerosos populares prontos a castigar o invasor infligiram-lhe baixas consideráveis.

Após o combate de Padrões de Teixeira, Loison decide voltar para trás. De regresso a Almeida, começou por saquear a Peso da Régua e dirigiu-se depois para Lamego, Viseu e Celorico. Em Castro Daire, entre Lamego e Viseu, uma tentativa de resistência da população portuguesa foi duramente reprimida causando cerca de 400 mortos e feridos.